# Bellagio (hotel)
Het Bellagio is een in 1998 geopend hotel en casino op de Strip in de Amerikaanse stad Las Vegas. Het hotel is gebouwd op de oude plaats van het Dunes Hotel en is eigendom van MGM Resorts International. Het hotel bestaat uit twee torens van respectievelijk 36 en 33 verdiepingen die in totaal 3.950 kamers huisvesten. Het Bellagio staat vooral bekend om de "Fountains of Bellagio", de muzikale fonteinen in het meer voor het hotel. Tevens was het hotel de eerste die meer dan tien keer achter elkaar een AAA Five Diamond Award kreeg.

## Geschiedenis

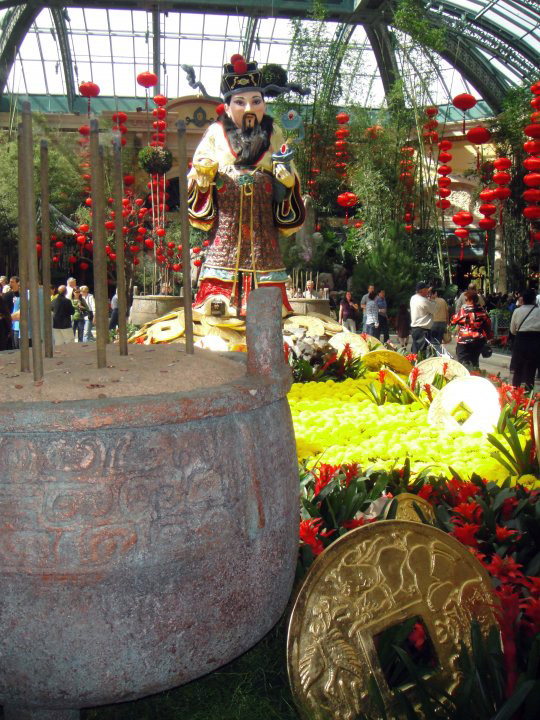
De siertuin in het Bellagio

Het hotel en casino werd gebouwd in opdracht van Steve Wynn en zijn bedrijf Mirage Resorts. Het hotel zou de opvolger moeten worden van het legendarische Dunes Hotel dat in 1993 door Mirage Resorts werd gekocht en gesloopt. Het hotel werd ontworpen door DeRuyter Butler en Atlandia Design, de totale kosten van het ontworpen hotel en casino kwamen neer op 1,6 miljard dollar.
Vijf jaar na de eerste plannen werd het hotel geopend op 15 oktober 1998 tijdens een 88 miljoen dollar kostende openingsceremonie. Waarbij er onder de vip-gasten geld werd gewonnen voor de Foundation Fighting Blindness. De ceremonie werd geopend door een speech van Steve Wynn alvorens de eerste uitvoering van "O", een show van Cirque du Soleil, werd opgevoerd. Dezelfde avond traden ook Michael Feinstein, George Bugatti en John Pizarrelli op. Het hotel was het duurste hotel ter wereld ten tijde van de opening.
In 2000 werd Mirage Resorts overgenomen door MGM Grand Incorporate, waardoor de MGM Mirage Group ontstond. De naam van de eigenaar van het Bellagio werd in 2010 veranderd van MGM Mirage Group naar MGM Resorts International. De naamsverandering van het bedrijf heeft tevens de basis gelegd voor de tweede verbouwing een jaar later.
De eerste grote renovatie van het hotel vond plaats in de herfst van 2006 waarbij alle vloeren uit het hotel werden verbouwd en veranderd. Tevens werd het kleurschema van het hotel en de uniformen veranderd naar een meer elegant thema. Een tweede verbouwing vond plaats in 2011. Hierbij werden alle drieduizend kamers van de hoofdtoren voor een bedrag van zeventig miljoen dollar gerenoveerd.
Een jaar eerder kreeg het hotel te maken met een gewapende overval. Een overvaller stal voor een bedrag van 1,5 miljoen dollar aan chips van een roulettetafel alvorens hij vluchtte op een motor. Een jaar na de overval werd de betrokkenen veroordeeld tot celstraf tussen negen en zevenentwintig jaar. Daarnaast moet er een bedrag terug worden betaald door de verdachte.

## Ligging
Het Bellagio ligt aan de Las Vegas Boulevard op de oude locatie van The Dunes in Las Vegas, Nevada, Verenigde Staten. Het hotel ligt op de kruising met Flamingo Road en de Las Vegas Boulevard. Aan de noordkant bevindt zich het Caesars Palace en aan de zuidkant grenst het hotel aan het Cosmopolitan. Aan de overkant van de straat bevinden zich het Bally's, Paris en Planet Hollywood.

## Ontwerp
De architectenbureaus van het hotel waren DeRuyter Butler en Atlandia Design, zij hebben in dienst van Mirage Resorts een hotel ontworpen waarbij het thema is afgeleid uit de Italiaanse plaats Bellagio. Naast de architectonische structuren die de architecten terug hebben laten komen in het gebouw zelf is ook het meer dat bij de Italiaanse plaats ligt meegenomen in het ontwerp. Dit is het huidige meer waarin zich de "Fountains of Bellagio" bevinden.

## Faciliteiten

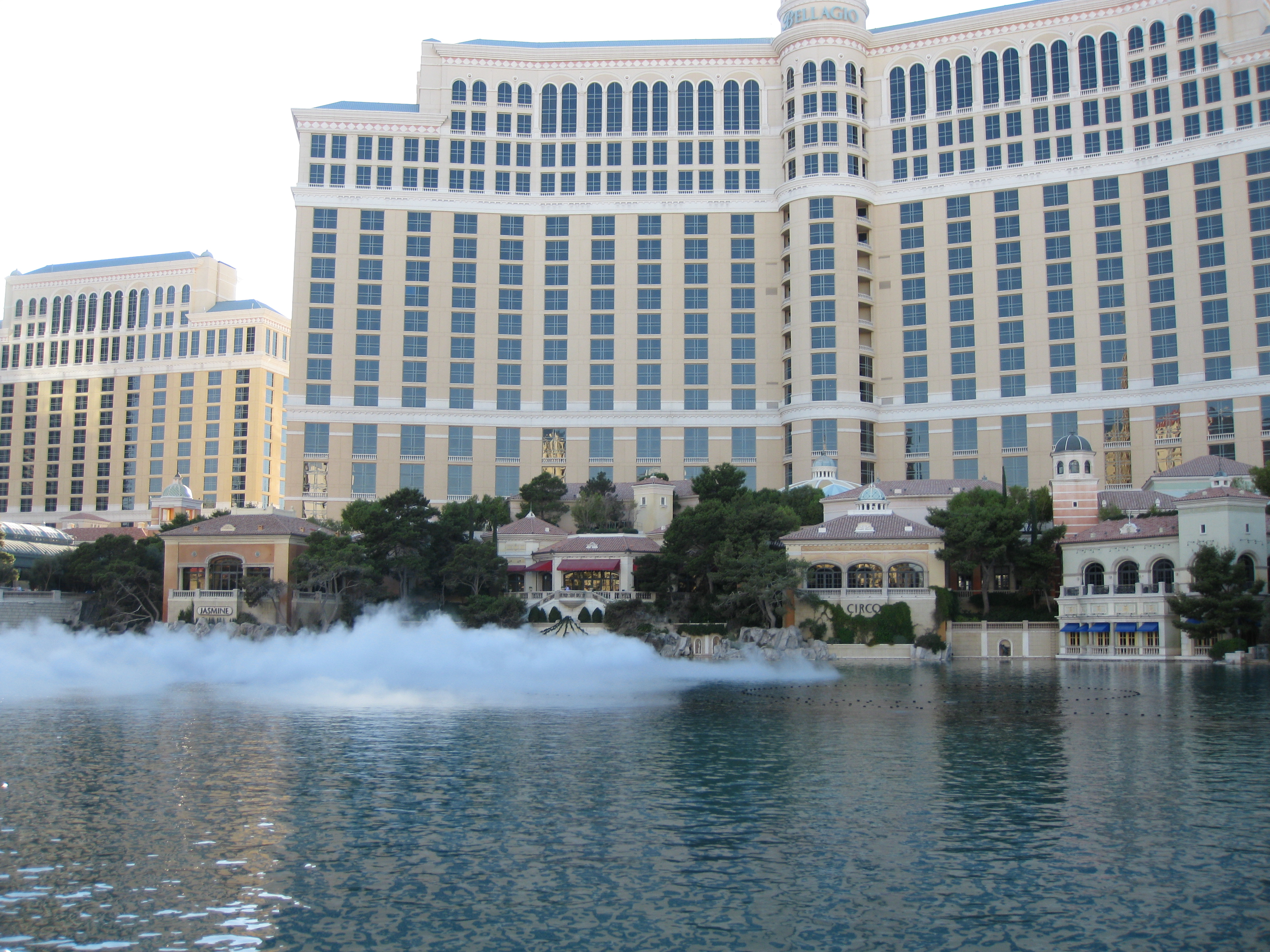
Het Bellagio met op de voorgrond het meer met de fonteinen

### Casino
Het Bellagio heeft een van de grootste casino's van de strip met een totale oppervlakte van 10.800 m². Naast de verschillende mogelijkheden in kaart-, dobbel- en andere tafel-spellen heeft het Bellagio casino ook een grote verscheidenheid aan speelmachines. Het casino staat daarbuiten het meest bekend om de pokerruimtes.
Veel professionele pokerspelers noemen de verschillende pokerruimtes hun thuisbasis. Dit komt vooral door de hoge tafellimieten en de verschillende grote tv-toernooien die worden gespeeld in het Bellagio. Zo wordt onder andere de Big Game en verschillende toernooien uit de World Poker Tour afgewerkt in het Bellagio. Dit zorgt ervoor dat professionele spelers als Doyle Brunson, Daniel Negreanu en Jennifer Harman vaak gezien worden in het Bellagio.

### Kunst
In de lobby's en andere openbare ruimtes van het casino hangen verschillende kunstwerken. Zoals het Fiori di Como van Dale Chihuly. Dit is een 170 m² groot stuk dak waar 2.000 hand geblazen glas bloemen hangen. Naast de verschillende kunstwerken in de lobby's huisvest het hotel ook de Bellagio Gallery of Fine Art waarin verschillende kunstexposities worden gehouden.

#### Bellagio Gallery of Fine Art
In eerste instantie bevond de galerij zich op de begane grond en werden er tot 2000 alleen kunstwerken uit de privécollectie van Steve Wynn getoond. Na de verkoop van het hotel werd de ook gebruikt voor andere kunstenaars en is het verplaatst naar een grotere locatie naast het zwembad.
Eerdere tentoonstellingen:
| - A Sense of Place: Landscapes from Monet to Hockney - Figuratively Speaking: A Survey of the Human Form - 12 + 7: Artists and Architects of City Center - American Modernism - Classic Contemporary: Lichtenstein, Warhol, & Friends - In the Master’s Hand: Picasso’s Ceramics - Ansel Adams: America - The Impressionist Landscape: From Corot to Van Gogh | - Monet: Masterworks From the Museum of Fine Arts, Boston - Treasures from Chatsworth: A British Noble House - Andy Warhol: The Celebrity Portraits - Faberge: Treasures From the Kremlin - Alexander Calder: The Art of Invention - Kindly Lent Their Owner: The Private Collection of Steve Martin - Impressionism: Art in Bloom |

#### The Fountains of Bellagio
Het hotel staat bekend om zijn fonteinen in het meer voor het hotel. Deze fonteinen die voor veertig miljoen dollar zijn gebouwd en ontworpen door WET Design geven eens in de 30 of 15 minuten een show weg waarbij de fontein reageert met muziek en licht.

### Binnentuinen

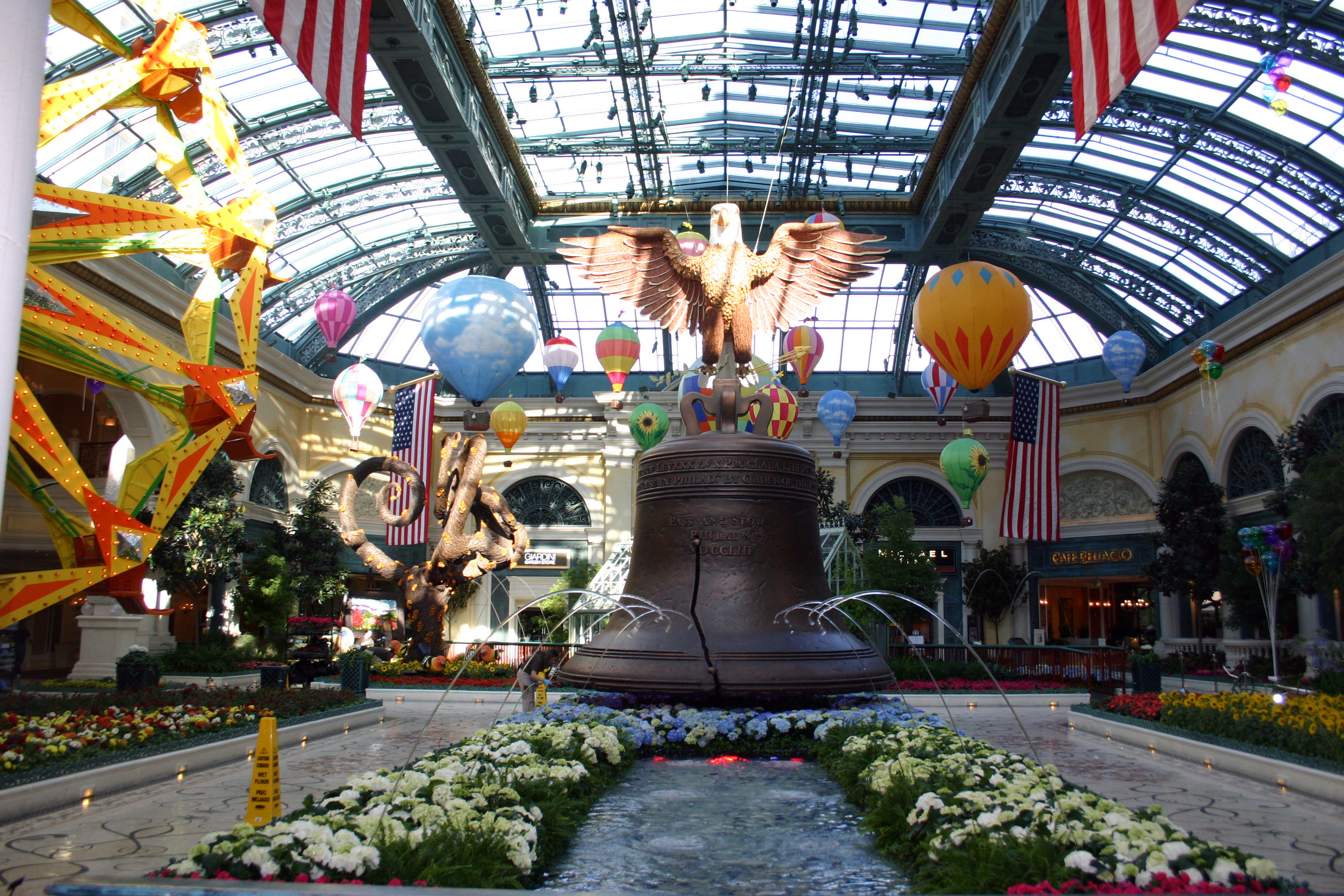
De botanische tuin in het zomerthema

Het Bellagio heeft een eigen serre met een botanische tuin waarin met verschillende planten vijf thema's worden weergegeven door het jaar heen. Deze vijf thema's zijn Chinees Nieuw Jaar, Lente, Zomer, Herfst en Winter. Vanaf januari tot halverwege maart wordt het Chinese nieuw jaar als thema vertoond. In deze perioden staan er vooral bromelia's en orchideeën. Ook staat het dier, dat bij het jaar hoort volgens de Chinese kalender, centraal. Halverwege maart wordt er overgegaan op het lentethema dat tot mei duurt. In deze perioden staan er verschillende tropische bloemen en bevindt zich er een vlinderhuis. Op Memorial Day wordt er vervolgens overgegaan op het zomerthema. Tijdens dit thema staan er verschillende Liberty Bells en hangen er verschillende Amerikaanse vlaggen.
In de zomer zijn de kleuren van de bloemen vaak patriottistisch waarbij er vooral gebruikgemaakt wordt van rode en witte hortensia's. Het zomerthema duurt tot september waarna er overgegaan wordt op het herfstthema. In dit thema staan er vooral veel chrysanten en pompoenen. Het herfstthema eindigt tijdens het Thanksgiving-weekend waarna er overgegaan wordt op het winterthema. In de winter staat er een grote kerstboom en staan er naast de kerstboom ook kerststerren. De serre is toegankelijk voor publiek de hele dag en nacht door en wordt alleen gesloten wanneer de tuin van een ander thema wordt voorzien.
- Library of Congress Control Number: n99016766
- Virtual International Authority File: 153383688